# Restionales
Ordre
Classification APG II (2003)
Classification APG III (2009)
Les Restionales sont un ordre de plantes monocotylédones.
En classification classique de Cronquist (1981) il comprend 4 familles :
- Centrolépidacées
- Flagellariacées
- Joinvilleacées
- Restionacées

En classification phylogénétique APG II (2003) et classification phylogénétique APG III (2009) cet ordre n'existe pas et ces familles sont placées dans l'ordre des Poales.